# 二分大庙双楼
二分大庙双楼，位于中国甘肃省民勤县，为一个省级文物保护单位，类型为古建筑。
二分大庙双楼的历史年代为清代。